# River John
Der River John ist ein Zufluss des Sankt-Lorenz-Golfs in der kanadischen Provinz Nova Scotia.

## Flusslauf
Der River John entsteht am Zusammenfluss seiner beiden Quellflüsse West Branch und East Branch River John etwa 30 km westlich von New Glasgow im Nordwesten der Nova-Scotia-Halbinsel. Beide Quellflüsse haben eine Länge von etwa 20 km und entspringen in den Cobequid Mountains. Der Fluss fließt in überwiegend nördlicher Richtung. Er passiert Welsford und den gleichnamigen Ort River John kurz vor der Mündung. Der Nova Scotia Highway 6 überquert den Fluss bei River John. Der Fluss mündet in den östlichen Teil des Amet Sound, einer Bucht im Süden der Northumberland Strait. Der River John hat eine Länge von 20 km.
Der River John ist ein Laichgebiet des Atlantischen Lachs.